# Френкель Михайло Аронович
Михайло Аронович Френкель (народився 24 червня 1948) — український і єврейський журналіст і громадський діяч, головний редактор газет «Єврейський оглядач» і «Ейнікайт», голова асоціації єврейських ЗМІ України. Заслужений журналіст України, лауреат премії імені Зеева Жаботинського «За сприяння міжнаціональній злагоді».